# Tom Amandes
Tom Amandes, né le 9 mars 1959, est un acteur américain. Il est principalement connu pour avoir joué le rôle du Docteur Harlod Abbot dans la série Everwood, de Hal dans Au revoir à jamais et de Eliot Ness dans la série Le Retour des Incorruptibles (1993 à 1994). Il a également incarné Abraham Lincoln dans Saving Lincoln (en) (2012).

## Carrière
Tom Amandes, sixième de onze enfants, est né à Chicago. Il commence à jouer très jeune, en décrochant quelques rôles dans son école. Il obtient le diplôme de Crystal Lake Central High School (en). En 1981, après avoir obtenu le diplôme de l'école d'art dramatique à l'université DePaul, il part apprendre l'art dramatique sur la scène de Chicago.
La carrière de Tom Amandes prend un certain tournant lorsqu'il incarne Eliot Ness dans la série télévisée Le Retour des Incorruptibles. Il joue dans les séries TV The pursuit of Happiness avec Brad Garrett et Larry Miller en 1995 et Everwood entre 2002 et 2006. Il a également des rôles récurrents dans Le Protecteur (The Guardian), JAG, Spin City, Les Sœurs Reed et De la Terre à la Lune, dans lequel il incarne un astronaute, Harrison 'Jack' Schmitt. Il apparaît dans Roseanne, The Practice : Bobby Donnell et Associés, Un gars du Queens, Voilà !, E/R, Sept jours pour agir, The Larry Sanders Show, Greek, Numb3rs, et Private Practice.
Alors qu'il s'accorde un hiatus, Tom Amandes termine la comédie Dirty Deeds. Il apparaît également dans les films Bangkok, aller simple, Seconde Chance (Le Ranch de l'Amour), Franc-Parler (Straight Talk), Au revoir à jamais, Billboard Dad et En direct de Bagdad.

## Filmographie

### Au cinéma
- 1992 : Franc-Parler (Straight Talk) de Barnet Kellman (en) : Waiter
- 1996 : Au revoir à jamais (The Long Kiss Goodnight) de Renny Harlin : Hal
- 1998 : Seconde chance (Le Ranch de l'amour) de James Fargo : Ben Taylor
- 1998 : Recherche maman désespérément d'Alan Metter : Maxwell Tyler
- 1999 : Bangkok, aller simple de Jonathan Kaplan : Doug Davis
- 2005 : Dirty Deeds (en) de David Kendall (en) : Lester Fuchs (vice principal)
- 2006 : Bonneville (en) de Christopher N. Rowley : Bill Packard
- 2011 : Lucky (en) de Gil Cates Jr. (en) : Jonathan
- 2012 : Saving Lincoln (en) de Salvador Litvak (en) : Abraham Lincoln
- 2013 : Imagine d'Andrzej Jakimowski : Dr Arlen
- 2013 :Un voisin intrusif

### À la télévision
- 1998 : De la Terre à la Lune : Harrison Schmitt
- 2002 - 2006 : Everwood : Dr Harold Abbott
- 2013 : Scandal (série TV) : le gouverneur Samuel Reston
- 2016 : Arrow (série TV) : Noah Kuttler (saison 4)
- 2015: The Magicians (Série TV) : Mr Quinn
- 2015: Chicago Fire (Série TV) : Detective Ryan Wheeler

2013: Castle : Aaron Stokes (saison 6, épisode 4)